# Wallace F. Johnson
Wallace Ford Johnson, född 13 juli 1889, Merion, Pennsylvania, död 15 februari 1971, var en amerikansk högerhänt  tennisspelare. Johnson var en av USA:s 10 bästa spelare åren runt 1910, och var som bäst nummer fem. År 1909, under sin studietid på University of Pennsylvania, vann han NCAA-mästerskapen i både singel och dubbel. Under karriären vann Johnson fyra titlar i Grand Slam (GS)-turneringar, alla i mixed dubbel. 

## Tenniskarriären
Johnson nådde 1912 singelfinalen i Amerikanska mästerskapen som vid tiden spelades på gräsbanorna vid Newport Casino, Newport, Rhode Island. Han mötte där landsmannen Maurice McLoughlin. Johnson inledde starkt och ledde med 2 set mot 0, innan McLoughlin vände matchen och vann med siffrorna 3-6, 2-6, 6-2, 6-4, 6-2. Nio år senare, 1921, nådde han åter finalen i Amerikanska mästerskapen som då flyttat till Chestnut Hill och spelades där på gräsbanor som ägdes av the Philadelphia Cricket Club. Han mötte Bill Tilden, som genom att imitera dennes taktiska baslinjespel baserat på underskruvade slag, utmanövrerade honom. Tilden vann matchen med 6-1, 6-3, 6-1 och vann därmed sin andra singeltitel i mästerskapen. 
Johnson vann 1907 sin första mästerskapstitel i mixed dubbel tillsammans med May Sayers. Han vann också 1909 och 1911 tillsammans med Hazel Hotchkiss Wightman. I finalmötet 1911 besegrade de paret Bill Tilden/E. Wildey (6-4, 6-4). Sin sista mixed dubbel-titel i Amerikanska mästerskapen vann Johnson 1920, också då tillsammans med Hotchkiss Wightman. 
Johnson spelade 1913 en match i det amerikanska Davis Cup-laget.

## Spelaren och personen
Bill Tilden beskriver i sin bok "The Art of Lawn Tennis" Wallace Johnson som en skicklig baslinjespelare med stor taktisk känsla och förmåga att variera sitt spel. Tilden skriver också att Johnson bara kunde slå en typ av slag, nämligen en underskruv som åstadkoms med en handledsrörelse. Han använde denna teknik vid serve, grundslag, volley och när han slog en lobb. Hans spelkänsla och utomordentliga snabbhet gjorde honom trots detta till en förstklassig spelare. 
Johnson ställde upp i Amerikanska mästerskapen hela 23 gånger under perioden 1904-28. Han är därmed en av de 10 spelare som startat flest gånger i den turneringen genom historien. 
Johnson upptogs 1999 postumt i the ITA Collegiate Tennis Hall of Fame.

## Grand Slam-titlar
- Amerikanska mästerskapen
  - Mixed dubbel - 1907, 1909, 1911, 1920